# Apalusa
Apalusa je američka rasa konja najbolje poznata po svom šarenom obrascu dlake. U rasi postoji širok spektar tipova tela koji potiču od uticaja više rasa konja tokom njegove istorije. Patern boje dlake svakog konja genetski je rezultat nekoliko preklapajućih obrazaca šara na jednoj od nekoliko prepoznatljivih osnovnih boja dlake. Patern boja apalusa je od interesa za one koji proučavaju genetiku boje dlake kopitara, jer su ona i nekoliko drugih fizičkih karakteristika povezane sa mutacijom leopardovog kompleksa (LP). Apalusi su skloni razvoju rekurentnog uveitisa kopitara i kongenitalnom stacionarnom noćnom slepilu; potonje je povezano sa leopardovim kompleksom.
Umetnička dela praistorijskih konja sa leopardovim pegama postoje na praistorijskim pećinskim slikama u Evropi. Slike pripitomljenih konja s leopardovim obrascima pega pojavile su se u umetničkim delima od drevne Grčke i kineske dinastije Han sve do ranog modernog perioda. U Severnoj Americi, Nez Perse narod današnjeg pacifičkog severozapada Sjedinjenih Država razvili su originalnu američku rasu. Doseljenici su te šarene konje nazivali „palus konjima”, verovatno po reci Palus, koja je tekla kroz srce zemlje Nez Persa. Postepeno, ime je evoluiralo u „apalusa”.

## Karakteristike rase
Apalusa je najbolje poznata po svom osobenom, složenim mrljama nalik na leopardove, koja su preferentne kod ove rase. Prošaranost se javlja u nekoliko preklapajućih obrazaca na jednoj od nekoliko prepoznatljivih osnovnih boja dlake. Postoje tri osobene, „jezgrene” karakteristike: išarana dlaka, prugasta kopita i oči sa belim beonjačama.
Prošaranost na koži obično je prisutna oko njuške, očiju, anusa i genitalija. Prugasta kopita su uobičajeno svojstvo, koje je prilično uočljivo kod apalusa, mada nije jedinstveno za pasminu. Beonjača je deo oka koji okružuje dužicu; iako su svi konji imaju bele beonjače one nisu lako uočljive pri normalnom položaju očiju. To svojstvo se češće viđa kod apalusa nego kod drugih rasa. Pošto se ponekad jedinka oždrebi sa malo ili nimalo vidljivog obrasca pegavosti, ApHC dozvoljava „regularnu” registraciju konja sa prošaranom kožom plus bar jednom od drugih glavnih karakteristika. Konji sa dva ApHC roditelja, ali bez „prepoznatljivh karakteristika apalusa” registruju se kao „nekarakteristični”, što je ograničeni posebni registracioni status.
Kod apalusa postoji širok spektar tipova tela, delom i zbog toga što je leoparski kompleksno prošarana boja dlake primarni identifikacioni faktor, a takođe i zato što je nekoliko različitih rasa konja uticalo na njihov razvoj. Raspon težine varira od 450 do 570 kg, a visina od 142 do 163 cm. Međutim, ApHC ne obuhvata uzgoj ponija ili vučnih konja.

## Zdravstveni problemi

### Nasledno slepilo
Apalusi imaju osam puta veći rizik od razvoja rekurentnog uveitisa kopitara (ERU) od svih ostalih rasa zajedno. Do 25 procenata svih konja obolelih od ove bolesti mogu biti Apalusi. Uveitis kod konja ima mnogo uzroka, uključujući traumu oka, bolest i bakterijske, parazitske i virusne infekcije, ali ERU karakterišu ponavljajuće epizode uveitisa, a ne pojedinačni incident. Ako se ne leči, ERU može dovesti do slepila, koje se javlja češće kod apalusa nego kod drugih rasa. Osamdeset procenata svih slučajeva uveitisa nalazi se kod apalusa sa fizičkim karakteristikama kao što su: mrkosiva ili svetlo obojena koža, malo pigmenta oko kapaka i retka dlaka na grivi i repu.] Istraživači su možda identifikovali gensku regiju koja sadrži alel koji ovu pasmu čini podložnijom bolesti.
Apalusi koji su homozigotni za gen leopardovog kompleksa (LP) takođe su izloženi riziku od urođene stacionarne noćne slepoće (CSNB). Ovaj oblik noćne slepoće je bio povezan sa leopardovim kompleksom od 1970-ih, a 2007. godine je utvrđena „značajna povezanost” između LP i CSNB. CSNB je poremećaj koji uzrokuje da pogođena životinja nema noćni vid, mada je dnevni vid normalan. To je nasledni poremećaj koji je prisutan od rođenja i ne napreduje tokom vremena. Studije iz 2008. i 2010. godine pokazuju da su CSNB i leopardovi kompleksni obrasci povezani sa TRPM1.

### Pravila lekova
U 2007. godini ApHC je implementirao nova pravila o lekovima kojima je kod apalusa dozvoljeno prisustvo lekova furosemida, poznatijeg pod trgovačkim imenom Lasik, i acetazolamida. Furosemid se koristi da se spreči krvarenje iz nosa kod konja kada su izloženi napornom radu, tako da nemaju epizode krvarenja tokom trka, i široko se koristi u konjskim trkama. Acetazolamid („Acet”) se koristi za lečenje konja sa genetskom bolesti hiperkalemičkom periodičnom paralizom (HYPP) i sprečava padavičarske napade kod obolelih životinja. Acet je dozvoljen samo za konje koji imaju pozitivan test na HYPP i koji imaju HYPP status zapisan na njihovim registracionim dokumentima. ApHC preporučuje da se apalusi koji potiču iz izvesnih krvnih linija američkog kvartnog konja testiraju za HYPP, a vlasnici imaju opciju da rezultate HYPP ispitivanja navedu u registracionim dokumentima. Ždrebad AQHA-registrovanih pastuva i kobila rođena na ili nakon 1. januara 2007. godine, koji nose HYPP, moraju da budu testirana za HYPP i da se na registracionim dokumentima označi njihov HYPP status.
Oba leka su kontroverzna, delom jer se smatra da maskiraju druge lekove i da su diuretici koji mogu da otežaju otkrivanje prisustva drugih lekova u konjskom sistemu. S jedne strane, postoje zahtevi da Konjička federacija Sjedinjenih Država (USEF), koja sponzorira takmičenja mnoštva različitih rasa konja, i Međunarodna federacija za konjički sport (FEI), koja upravlja međunarodnim i olimpijskim konjičkim takmičenjima, zabrane upotrebu furosemida. S druge strane kontroverze, nekoliko glavnih registara konja koji sankcionišu sopstvena takmičenja, uključujući Američko udruženjwe za kvartne konje, Američko udruženje obojenih konja, i američki uzgajivači Palomino konja, dozvoljavaju da se acetazolamid i furosemid koriste u roku od 24 sata od prikazivanja pod određenim okolnostima.

## Napomene
1. ↑  Acetazolamid ne treba mešati sa acepromazinom („Ace”), sedativom, koji je nezakonit u svim oblicima takmičenja.

## Literatura
- Appaloosa Horse Club. Appaloosa Horse Club Stud Book Volume 1. Moscow, Idaho: Appaloosa Horse Club. OCLC 9494129.
- Appaloosa Horse Club. Appaloosa Horse Club Stud Book Volume 2 & 3. Moscow, Idaho: Appaloosa Horse Club. OCLC 9494129.
- Bennett, Deb (1998). Conquerors: The Roots of New World Horsemanship (1st изд.). Solvang, California: Amigo Publications. ISBN 978-0-9658533-0-9.
- Ciarloni, Diane (januar 2011). „Shaping Stock Horses”. Western Horseman: 76—84.
- Crowell, Pers (1951). Cavalcade of American Horses. New York: McGraw-Hill. OCLC 1428574.
- Dutson, Judith (2005). Storey's Illustrated Guide to 96 Horse Breeds of North America. North Adams, Massachusetts: Storey Publishing. ISBN 978-1-58017-612-5.
- Evans, J. Warren (2000). Horses: A Guide to Selection, Care and Enjoyment. New York: W. H. Freeman. стр. 132. ISBN 978-0-7167-4255-5.
- Haines, Francis (1975) [1946]. Appaloosa: The Spotted Horse in Art and History. Austin, Texas: University of Texas Press. ISBN 978-0-912830-21-6.
- Harris, Freddie S. (1973). Horse Breeds of the West. Houston, Texas: Cordovan Corp. OCLC 1583675.
- Holmes, Frank (2003). Spotted Pride. Abilene, Kansas: Loft Enterprises. ISBN 978-0-9714998-3-6.
- Malone, Michael P.; Roeder, Richard B.; Lang, William L. (1991). Montana: A History of Two Centuries. Seattle, Washington: University of Washington Press. ISBN 978-0-295-97129-2.
- Moulton, Gary E., ур. (2003). The Lewis and Clark Journals. Lincoln, Nebraska: University of Nebraska Press. ISBN 978-0-8032-8039-7.
- Richardson, Bill; Richardson, Dona (1968). The Appaloosa. New York: A. S. Barnes. ISBN 978-0-498-06787-7.
- Sponenberg, Dan Phillip (2003). Equine Color Genetics (Second изд.). Ames, Iowa: Wiley Blackwell. ISBN 978-0-8138-0759-1.
- Stanger, Edith M. (1997). Fifty Years of Appaloosa History. (No location listed): Double Arrow Appaloosas. ISBN 978-0-9661160-4-5.
- West, Elliott (jesen 2010). „The Nez Perce and Their Trials: Rethinking America's Indian Wars”. Montana: The Magazine of Western History. 60 (3): 3—18.
- Wilson, Staci Layne (2007). Animal Movies Guide. (No location listed): Running Free Press. ISBN 978-0-9675185-3-4.